# Stora Abborrtjärnen (Dalby socken, Värmland)
Stora Abborrtjärnen är en sjö i Torsby kommun i Värmland och ingår i Göta älvs huvudavrinningsområde. Sjön är 9 meter djup, har en yta på 0,0924 kvadratkilometer och är belägen 457,3 meter över havet.

## Delavrinningsområde
Stora Abborrtjärnen ingår i det delavrinningsområde (673607-135582) som SMHI kallar för Utloppet av Södra Rattsjön. Medelhöjden är 497 meter över havet och ytan är 33,38 kvadratkilometer. Det finns inga avrinningsområden uppströms utan avrinningsområdet är högsta punkten. Rattsjöälven som avvattnar avrinningsområdet har biflödesordning 3, vilket innebär att vattnet flödar genom totalt 3 vattendrag innan det når havet efter 451 kilometer. Avrinningsområdet består mestadels av skog (85 procent). Avrinningsområdet har 1,11 kvadratkilometer vattenytor vilket ger det en sjöprocent på 3,3 procent.